# Adolf Bertram
Adolf Bertram (Hildesheim, 14 marzo 1859 – Javorník, 6 luglio 1945) è stato un cardinale e arcivescovo cattolico tedesco, nominato cardinale da papa Benedetto XV.
Durante tutto il periodo nazista Bertram ebbe un ruolo importante nel decidere l'atteggiamento della chiesa cattolica tedesca di fronte al governo. Dopo un periodo di contrasti, in seguito alle elezioni che nel marzo 1933 avevano dato il controllo assoluto della Germania a Hitler Bertram fu impegnato in una complessa serie di scelte che portarono spesso le gerarchie cattoliche tedesche ad appoggiare il governo.

## Biografia

### Studi e vocazione
Adolf Bertram nacque a Hildesheim, nella Bassa Sassonia, da Franz Bertram e Karoline Müller con il nome di battesimo di Adolf Johannes. Studiò al Seminario di Hildesheim, all'Università di Monaco di Baviera dal 1879 al 1880 e all'Università di Innsbruck nel 1881. Conseguì il dottorato in teologia il 23 giugno 1883 all'Università di Würzburg e il dottorato in diritto canonico il 30 giugno 1884 presso la Pontificia Università Gregoriana di Roma. Nel frattempo era stato ordinato sacerdote il 31 luglio 1881 a Würzburg. Negli anni che vanno dalla sua ordinazione all'elezione come vescovo nel 1906 si dedicò a ulteriori studi teologici e ricoprì diverse cariche, avanzando nella gerarchia ecclesiastica. Eletto vescovo di Hildesheim dal suo capitolo il 26 aprile 1906, ricevette la conferma papale il 12 giugno 1906.
Fu eletto vescovo di Breslavia dal capitolo della cattedrale, il 27 maggio 1914, con una schiacciante maggioranza; fu confermato dal papa l'8 settembre 1914. Nel 1916 divenne membro della Camera dei signori prussiana in quanto il vescovo di Breslavia aveva diritto al titolo di Principe Vescovo (che mantenne anche dopo che nel 1930 venne promosso arcivescovo) e Duca di Nysa. Papa Benedetto XV lo creò cardinale in pectore nel concistoro del 4 dicembre 1916, ma ciò fu pubblicato solo il 5 dicembre 1919. 
L'esito dell'elezione a vescovo era stato condizionato dal governo prussiano che aveva cancellato dalla lista tutti gli altri candidati perché "non graditi" così da rendere Bertram l'unico candidato eleggibile. Tale pratica, che in sostanza equivaleva alla nomina di un vescovo cattolico da parte di un sovrano protestante, era normale in Germania ma scontentava la Santa Sede. Il nunzio apostolico in Baviera (1917) e poi per tutta la Germania (1920) nonché futuro papa, Eugenio Pacelli, considerava in effetti tale elezione nulla, poiché la forte influenza del potere politico aveva negato qualsiasi libertà agli elettori.
Pacelli traccia un ritratto negativo di Bertram, considerato un tipico esempio di vescovo tedesco legato al potere statale. Secondo Pacelli Bertram era di carattere non facile, autoritario e suscettibile, non aveva una formazione teologica sufficiente per affrontare un percorso di riforme all'interno della diocesi di Breslavia e privilegiava la pianificazione dal basso piuttosto che l'impostazione centralista voluta dalla Santa Sede. Inoltre dimostrava scarso interesse e coinvolgimento nei confronti dell'Azione Cattolica. Pacelli e gli altri suoi detrattori sospettavano che le cause di questa inaffidabilità andassero ricercate nella formazione di Bertram, avvenuta in università statali dove era entrato in contatto con le teorie teologiche moderne influenzate dal protestantesimo. Ciò, secondo Pacelli, esponeva Bertram ad avvicinarsi al modernismo.
Le critiche rivolte al cardinal Bertram e lo scontro sotteso tra lui e Pacelli si inserivano nel quadro, iniziatosi a creare dalla fine dell'Ottocento, che vedeva contrapposte all'interno della curia romana e nel collegio cardinalizio due tendenze. Da un lato si trovavano gli "zelanti", che rifiutavano qualsiasi tipo di compromesso politico; dall'altro i "politicanti", di cui faceva parte il cardinal Bertram, che erano convinti che fosse possibile conciliare cattolicesimo e modernità.
Si ascrivono a questo scontro generale due episodi che videro contrapposti il politicante Bertram e lo zelante Pacelli: la disputa nel 1925 sulla condanna o meno del movimento ecumenico raccolto intorno alla rivista Una Sancta cui collaboravano anche dei cattolici; e la nomina a vescovo prima di Eichstätt nel 1932 poi di Berlino nel 1935 di Konrad von Preysing, fedelissimo di Pacelli e della Santa Sede nonché rivale di Bertram.
Nonostante i contrasti e le rivalità Bertram venne promosso arcivescovo quando Breslavia fu elevata a sede metropolitana, il 13 agosto 1930; già dal 1920 era presidente della Conferenza episcopale di Fulda, importante organo decisionale della chiesa cattolica in Germania, a cui partecipavano tutti i vescovi prussiani e dell'Alta Renania nonché i vescovi di Frisinga e Monaco in rappresentanza dei vescovi bavaresi. Bertram mantenne tale carica fino alla morte nel 1945.

### Primo impatto con il movimento nazionalsocialista
Nel corso degli anni venti il partito nazionalsocialista si era affermato arrivando agli inizi degli anni trenta a essere uno dei principali attori politici della Repubblica di Weimar. Fin da subito molti esponenti del clero cattolico si scagliarono contro il nazismo e le sue dottrine; uno dei primi vescovi a dare l'allarme fu il cardinale Bertram. Nella sua città, Breslavia, i voti in favore dei nazisti erano molto aumentati nel giro di due anni, dal 1928 al 1930.
In una dichiarazione del 1930 Bertram criticava la celebrazione della razza nordica, il disprezzo per la Rivelazione e la vaghezza del concetto di "cristianesimo positivo" propagandato dai nazisti. Il cardinale accettava il nazionalismo, ma si opponeva al nazionalismo fanatico e al culto della razza, da lui ritenuti incompatibili con gli ideali cristiani: nella sua interpretazione "non si trattava semplicemente di una questione politica, bensì di un inganno religioso che doveva essere combattuto con tutta l'energia disponibile".
L'affermazione del nazionalsocialismo rappresentava in effetti un problema urgente per la Chiesa cattolica tedesca. Molti fedeli erano divisi tra credo politico e credo religioso e ciò spingeva i vescovi prendere una posizione congiunta sui rapporti con il nuovo soggetto politico. All'inizio del dicembre 1930 Bertram tentò di fare in modo che i vescovi tedeschi preparassero una dichiarazione collegiale. Tuttavia, fu impossibile raggiungere un'intesa e ogni diocesi pubblicò dichiarazioni distinte.
La conferenza di Fulda dell'agosto 1931 fu organizzata per dare una risposta unitaria all'ascesa del nazismo. Il punto di partenza erano le istruzioni al clero del 1921 sui rapporti con organizzazioni ostili alla fede, istruzioni che vietavano l'appartenenza o il sostegno a movimenti anti-cristiani o a partiti che perseguivano scopi inaccettabili, pena la scomunica. L'intenzione originale era stata quella di inserire tra tali movimenti anche il nazismo, ma il progetto non andò a buon fine per due principali motivi. Da una parte, per molti cattolici era inaccettabile l'equiparazione tra nazismo, comunismo e socialismo; inoltre molti vescovi, tra cui lo stesso Bertram, speravano di normalizzare il movimento nazista rendendolo uno strumento contro la sinistra radicale. Dall'altra, molti partecipanti alla conferenza di Fulda erano contrari a una così netta presa di posizione in ambito politico.
Il timore per l'ascesa della sinistra e per un secondo Kulturkampf fece desistere Bertram e gli altri vescovi dal trovare una concordanza sull'atteggiamento da assumere nei confronti del nazismo. In effetti, in quel periodo d'incertezza, il clero tedesco pronunciò diverse dichiarazioni sull'amore di patria e sull'importanza del Volk, cioè del popolo-nazione.
Il 30 gennaio 1933 Hitler divenne cancelliere e il 1 febbraio in un discorso alla radio assicurò che il nuovo governo avrebbe difeso i valori nazionali, tra i quali aveva un ruolo importante il cristianesimo. Bertram, come altri cattolici, ritenne correttamente che le intenzioni reali fossero diverse e l'11 febbraio 1933 si rivolse ai membri della conferenza episcopale di Fulda con una lettera in cui invitava a pubblicare una dichiarazione prima delle nuove elezioni del 5 marzo: "Per quanto sia sgradevole pubblicare una lettera pastorale che tratti di elezioni politiche, vedo gravi ragioni che rendono necessario soddisfare l'attesa di gente che si trova di fronte all'ateismo, al pericolo del Kulturkampf, e ai sistematici tentativi di terrorismo e d'inganno."
A questa lettera Bertram allegava un abbozzo di lettera pastorale che esortava i fedeli a prendere parte alle elezioni e votare politici con valori di provata fede, che avrebbero difeso gli interessi della Chiesa. Tale dichiarazione non menzionava però in modo esplicito i partiti cattolici e la cosa fu sfruttata anche dai cattolici nazisti che si ersero a unici veri difensori della Chiesa.
Le elezioni di marzo furono vinte con ampio margine dai nazionalsocialisti. Da quel momento la stampa di regime e molte voci dall'interno del campo cattolico insistettero su una riconciliazione. La vittoria elettorale aveva convinto molti cattolici della legalità del regime hitleriano; inoltre la propaganda nazista aveva diffuso, anche tra i cattolici, la convinzione che si stesse compiendo un movimento di rigenerazione nazionale a cui tutti dovevano prendere parte. A spingere verso il compromesso erano inoltre i licenziamenti dei funzionari statali di cui era nota l'appartenenza ai partiti cattolici e la necessità di trovare una nuova collocazione nel Terzo Reich per tutte le associazioni cattoliche.
Di fronte a tali avvenimenti Bertram e gli altri vescovi cattolici avevano l'impressione che il fronte cattolico si stesse sgretolando e che fosse assolutamente necessario rivedere le posizioni del clero nei confronti del nazionalsocialismo.
Prima delle elezioni del 5 marzo, Bertram aveva scritto al presidente della Repubblica Hindenburg esprimendo il timore dei vescovi prussiani per la fine della libertà di voto. In una lettera del 10 marzo denunciò di nuovo gli abusi e le vessazioni a cui erano sottoposte le associazioni cattoliche insieme ai funzionari del partito del Centro ed espose al presidente i propri dubbi: "Noi vescovi ci troviamo inoltre di fronte al gravissimo interrogativo, se il movimento che ora detiene il potere politico rispetterà la santità della Chiesa e la sua posizione nella vita pubblica."
Nella sua lettera di risposta, datata 26 marzo, Hindenburg promise di far presenti al cancelliere Hitler i problemi esposti dal vescovo. Bertram inviò copie di tale risposta agli altri vescovi ma ciò non cancellò i timori.
Tuttavia ancora il 19 marzo Bertram scrisse una lettera ai membri della conferenza episcopale di Fulda in cui confermava che, nonostante il cambiamento nei rapporti di forza politici dopo le elezioni del 5 marzo, non c'erano le basi per un mutamento delle prese di posizione contro il nazionalsocialismo. La vittoria schiacciante alle elezioni non aveva influenzato la dottrina, la politica ecclesiastica e il forte connotato razzista del movimento. "Bertram affermava nella sua lettera che non era la Chiesa a dover rivedere la sua posizione, ma il Fuhrer dei nazionalsocialisti, e che le più nere prospettive si aprivano per gli interessi cattolici in Germania se il partito avesse conseguito la signoria unica su tutto il paese, alla quale così ardentemente aspirava".
Nella stessa lettera Bertram faceva cenno a una visita del vice cancelliere von Papen il quale si era informato appunto su un possibile cambio di atteggiamento della Chiesa nei confronti del nazismo; la risposta di Bertram era stata nella sostanza quella contenuta nella lettera.

### La distensione e il Reichskonkordat
Con la vittoria dei nazisti alle elezioni, Bertram e il clero tedesco si ritrovarono in una posizione scomoda. Nell'ideale cattolico l'ordine della società umana è espressione della volontà di Dio, ma tale ordine è impossibile senza un'autorità statale che a prescindere dalla sua natura è quindi strumento divino. "La Chiesa si trova al di sopra delle forme di governo e dei partiti, ed accoglie ogni governo dal quale può sperare la realizzazione dell'ordine naturale e della giustizia sociale, la promozione del bene comune e la difesa dei suoi diritti che, direttamente, ineriscono al Regno di Dio". Tale posizione, condivisa dall'intera cattolicità, metteva i fedeli nella posizione di dover obbedire a un potere in cui ancora in molti non riponevano fiducia.
In un discorso alla nazione, il 23 marzo 1933, Hitler dichiarò che il governo avrebbe intrapreso un percorso di rinnovamento morale e politico della vita pubblica, gettando le basi per un'autentica religiosità che avrebbe contribuito alla creazione di una nuova Germania con le due principali confessioni cristiane come colonne portanti. Inoltre fece ampie promesse sulla possibilità dell'esistenza di scuole confessionali e sull'auspicio di buone relazioni con il cattolicesimo e Roma. Le dichiarazioni di Hitler diedero una svolta ai rapporti tra cattolicesimo tedesco e nazismo.
Bertram inviò già il 24 marzo ai membri della conferenza di Fulda una bozza di istruzioni da impartire al clero. La proposta fu spedita anche ai vescovi bavaresi, nel tentativo di rendere unitaria la risposta ai nuovi eventi. Bertram sottolineava come fosse importante che queste istruzioni pastorali venissero redatte il prima possibile, per rispondere alle incalzanti domande provenienti dal clero sull'atteggiamento da assumere.
Le discussioni furono concluse in breve tempo e il 28 marzo il cardinal Bertram pubblicò quindi una "comunicazione dei Vescovi tedeschi sulla posizione rispetto al Nazionalsocialismo" che ritirava la dichiarazione dell'incompatibilità di principio tra cattolicesimo e nazionalsocialismo. Nella comunicazione si diceva che i vescovi tedeschi, in seguito alle dichiarazioni di Hitler, non ritenevano più necessarie le condanne precedentemente inflitte al nazismo nonostante mantenessero quelle riguardo determinati errori in materia religiosa e morale. Un tale cambiamento di atteggiamento da parte di Bertram fu probabilmente provocato dall'impressione prodotta dalle promesse di Hitler ma altre possibili cause sono da ricercare nel timore di apostasia dei cattolici già iscritti al partito nazista e nella possibilità di perdere terreno rispetto alle chiese protestanti che, se i cattolici fossero rimasti refrattari al nazismo, avrebbero goduto di tutti i vantaggi della religiosità di Stato promossa da Hitler.
Tali dichiarazioni, anche se le condanne di determinate dottrine erano rimaste immutate, rappresentarono una svolta fondamentale, poiché rappresentavano il riconoscimento del nuovo regime da parte della gerarchia cattolica e permettevano ai cattolici di farne parte. Furono quindi un importante preliminare per la firma di un concordato sul quale erano peraltro iniziate già da febbraio le trattative tra i nazisti e i dirigenti del centro. Nel frattempo era iniziata una vasta campagna di licenziamenti tra i funzionari di stato cattolici che avevano inizialmente osteggiato il nazismo. La campagna destò le preoccupazioni di Bertram che scrisse a Hindenburg il 6 aprile comunicando come, se da una parte la popolazione cattolica era soddisfatta del nuovo governo, dall'altra era preoccupata per la selvaggia campagna di licenziamenti che colpiva in un periodo di forte disoccupazione.
Dello stesso tenore era la lettera che Bertram scrisse a Hitler il 16 aprile in cui difendeva la posizione dei funzionari cattolici e delle organizzazioni confessionali, affermando che nessun vescovo e nessuna organizzazione voleva interessarsi di questioni politiche. Anzi, le organizzazioni cattoliche, diceva Bertram, erano strumento di formazione di nuove generazioni pronte nello spirito e nel fisico al servizio della patria.
La risposta di Hitler, giunta il 28 aprile, rassicurava il cardinale promettendo indagini contro chi avrebbe recato offesa al clero e assicurando che "a patto che tali organizzazioni non nutrano preferenze politiche ostili all'attuale regime, non vi è nessuna intenzione ad agire contro di esse."
Nella lettera di risposta, datata 6 maggio, Bertram si diceva felice delle rassicurazioni di Hitler e confermava la fedeltà della Chiesa all'autorità costituita, indipendentemente dalla forma di governo. Insisteva però anche sull'importanza delle organizzazioni cattoliche, in quanto Bertram, come in generale tutto il mondo cattolico, non si rendeva conto dello scopo totalitario di Hitler.
Nel frattempo, le trattative per il concordato o Reichskonkordat erano quasi arrivate a conclusione. Le trattative erano state portate avanti da von Papen, Göring e dalla Santa Sede con la mediazione di monsignor Kaas, e i vescovi affrontarono la questione alla conferenza di Fulda dal 30 maggio al 1 giugno 1933. L'incarico di stendere una lettera pastorale comune fu assegnato a un comitato composto da tre cardinali, tra cui Bertram, dall'arcivescovo Gröber e dai vescovi Ehrenfried e Preysing. La versione finale della lettera forniva una giustificazione della politica di collaborazione adottata nei mesi precedenti. Nella prima parte della lettera si faceva cenno alla nuova epoca che si stava aprendo ed era presente una dichiarazione di fedeltà alla Germania da parte dell'episcopato. La seconda parte conteneva un giuramento di fedeltà al programma politico del nazionalsocialismo, con alcune eccezioni. Nella terza parte si dichiarava che la collaborazione tra stato e Chiesa avrebbe fornito le basi del trionfo della Germania. L'ultima parte della lettera era invece un elenco di timori sulla posizione e il trattamento riservato alla Chiesa.
Il concordato fu infine firmato il 20 luglio a Roma e Bertram scrisse a Hitler a nome della conferenza riunita a Fulda per congratularsi per il risultato ottenuto.
La ratifica del concordato non fu però immediata, per due ordini di motivi: la strumentalizzazione della firma del concordato da parte della stampa e propaganda nazista e il perpetuarsi delle vessazioni ai danni di sacerdoti, attivisti cattolici e giornalisti che il concordato avrebbe dovuto tutelare. Quando tuttavia il Cardinal Segretario di Stato Pacelli chiese se si dovesse o meno rimandare la ratifica del concordato a quando il governo tedesco avesse risolto le più gravi questioni, il cardinal Bertram rispose il 2 settembre a nome di tutto l'episcopato tedesco, il quale aveva affrontato la questione a una nuova conferenza plenaria di Fulda, esortando a ratificare il concordato il più presto possibile. Inoltre, al termine della lettera Bertram suggeriva di presentare la richiesta di porre immediatamente fine agli inconvenienti che accadevano ai cattolici sul territorio tedesco al momento della ratifica. La fretta dell'episcopato convinse Pacelli a non insistere con le richieste, e il concordato fu ratificato il 10 settembre 1933.

### Criticità sul rispetto del concordato
Bertram in una lettera agli studenti di teologia, spedita qualche giorno dopo la ratifica del concordato, affermò come ormai non ci fossero più dubbi sulla sincerità con cui la Chiesa cattolica accettava e sosteneva il nazionalsocialismo. Tuttavia, mentre molti cattolici avevano esultato per la ratifica del concordato, diversi vescovi, tra cui Bertram, non condivisero mai fino in fondo la visione nazionalsocialista.
Studiosi cattolici cercarono di trovare punti di connessione tra dottrina cattolica e nazionalsocialista; si riorganizzarono inoltre le associazioni di cattolici nazisti come la "Comunità di lavoro dei tedeschi cattolici" fondata da von Papen con il compito di mediare tra stato e Chiesa. Tale compito non fu però mai riconosciuto e anzi l'associazione fu boicottata dall'episcopato tedesco e in particolare da Bertram che rifiutò più volte di riconoscerla.
Inoltre i nazisti iniziarono subito a tradire le aspettative dei cattolici sul rispetto del concordato e non cessarono di perseguitare chi si opponeva al progetto totalitario del Terzo Reich. Nel biennio 1933-1934 le organizzazioni cattoliche giovanili e sindacali vennero pesantemente attaccate. I nazisti approfittarono della vaghezza dell'articolo 31 del concordato, che tutelava le organizzazioni cattoliche che non fossero di carattere politico ma rimandava a un periodo successivo la stesura della lista delle organizzazioni protette. Molte organizzazioni si sciolsero autonomamente per essere inglobate in quelle di regime; le associazioni giovanili e quelle sindacali furono messe a dura prova dalla proibizione della doppia appartenenza esercitata dalla Gioventù hitleriana e dal Fronte del lavoro tedesco.
Il 3 maggio 1934, il ministro degli interni Frick chiese a Bertram di organizzare una delegazione di vescovi che avrebbe preso parte a trattative sull'articolo 31 del concordato. Bertram scelse i vescovi Bares e Berning e l'arcivescovo Gröber, tre figure molto accomodanti nei confronti del regime, tanto da far sperare in un esito favorevole delle trattative. I negoziati, iniziati il 25 giugno, terminarono già il 29 e i vescovi proposero ampie concessioni per ottenere la revoca del divieto di appartenere a più organizzazioni. L'accordo fu sottoposto all'approvazione di Bertram, che però ritenne inaccettabili le concessioni fatte al regime e inviò copia delle trattative agli altri vescovi e alla Santa Sede. La maggior parte dei vescovi si oppose fermamente alla ratifica dell'accordo complici anche i sanguinosi fatti della notte del 30 giugno 1934. Per i nazisti in effetti le organizzazioni cattoliche sindacali e giovanili erano attive in campi in cui solo lo stato nazionalsocialista doveva avere giurisdizione e non erano quindi più compatibili con il nuovo regime. Nel corso del mese di luglio, prima in alcuni stati poi in tutta la Germania venne quindi vietata alle associazioni giovanili cattoliche ogni attività che non fosse prettamente religiosa; fu vietato inoltre di indossare simboli distintivi di riconoscimento.
Il 20 agosto i vescovi tedeschi si riunirono di nuovo a Fulda per trattare la situazione delle organizzazioni cattoliche. In quell'occasione venne confermato il sostegno dell'episcopato alle associazioni cattoliche e il 23 agosto fu inviato a Hitler un memorandum firmato da tutti. Bertram auspicava che nuove trattative potessero risolvere il problema e dichiarò che le organizzazioni cattoliche potevano essere utili allo Stato, soprattutto in funzione anticomunista. Rimaneva il fatto che l'obbligatorietà dell'iscrizione alla Gioventù hitleriana, con mantenimento del divieto della doppia appartenenza, e la continuazione degli attacchi avrebbero portato alla fine delle organizzazioni cattoliche.
La stampa cattolica fu un altro ambito di scontro. Fin dagli inizi, il regime hitleriano aveva eliminato la stampa indipendente e posto serie limitazioni a quella cattolica. Si arrivò però a una svolta il 24 aprile 1935, quando un nuovo decreto vietò di pubblicare articoli di carattere religioso.
Il cardinal Bertram protestò subito a nome dell'episcopato, spiegando l'importanza che aveva la stampa cattolica nella difesa della Chiesa contro gli attacchi sferrati da ambienti anticristiani. Inoltre minacciò che se non fosse stato subito revocato il decreto l'episcopato avrebbe dovuto rendere pubblico l'attacco che veniva portato nei confronti della Chiesa. L'intervento non ottenne nessun risultato e il 22 agosto i vescovi protestarono con una lettera pastorale congiunta.
Malgrado questa protesta pubblica la stampa quotidiana cattolica cessò di esistere. Altro destino ebbero invece le pubblicazioni domenicali diocesane che vennero esentate dalle prescrizioni della legge sulla stampa grazie all'intervento del cardinal Bertram, che chiese l'esenzione anche per le pubblicazioni teologiche e per la stampa delle organizzazioni confessionali. Il ministero acconsentì ad abolire qualche disposizione di carattere tecnico della legge sulla stampa, ma non accettò un'esenzione completa dal controllo politico. Ai periodici cattolici veniva vietato di trattare argomenti di natura politica e molti furono per tale ragione sottoposti a censura preventiva. 
Un'ulteriore stretta arrivò nel gennaio del 1936 quando Goebbels revocò l'esenzione dalla legge sulla stampa per i periodici che avrebbero interferito nella vita politica della nazione. Il 20 febbraio fu sancito che tutte le pubblicazioni esistenti avrebbero dovuto essere registrate e osservare le regole della legge sulla stampa. Il 23 marzo Bertram comunicò all'episcopato che la situazione era gravissima: accettare il provvedimento avrebbe significato sottomettere la stampa cattolica a elementi a essa estranei. Ancora in luglio veniva imposto che ogni diocesi potesse avere un solo bollettino diocesano: gli altri sarebbero stati sottoposti alla legge sulla stampa. Il cardinal Bertram chiese a Goebbels di revocare i regolamenti restrittivi riguardanti il contenuto, il numero e la personalità dei direttori della stampa periodica. Non solo tali richieste rimasero inascoltate ma il 1 ottobre fu proibita la pubblicazione di lettere pastorali in settimanali diocesani o in qualsiasi altra pubblicazione all'infuori dei bollettini ufficiali distribuiti al clero. Il 12 gennaio 1937 l'episcopato si riunì a Fulda, riconfermando il rifiuto della legge sulla stampa con la promessa di cessare tutte le pubblicazioni se avessero dovuto applicarla e di informare i fedeli sulle cause di questa azione. La decisione fu comunicata a Goebbels che però rifiutò. Il 30 marzo Bertram diede all'episcopato notizia del rifiuto. La decisione di sacrificare quel che restava della stampa cattolica piuttosto che porla sotto il controllo estraneo era stata solo una minaccia. Ora che ciò era venuto alla luce, diceva Bertram, non rimaneva che cedere e obbedire alla legge ridimensionando l'autonomia comunicativa dell'episcopato.
Viste le reiterate violazioni del concordato all'interno dell'episcopato si facevano più insistenti le voci che volevano adottare una linea più battagliera. Il principale rappresentante di questa corrente era il vescovo von Galen, il quale in disaccordo con Bertram riteneva che solo le proteste pubbliche potessero avere effetto.
Dello stesso avviso era Papa Pio XI, il quale già nel corso del 1936 aveva ventilato la possibilità di scrivere un'enciclica di condanna delle eresie nazionalsocialiste. L'assemblea del 18 agosto a Fulda trattò appunto di un'eventuale denuncia da parte del papa della situazione tedesca.
Dopo una seduta straordinaria a Fulda il 12 e 13 gennaio 1937 i cardinali Bertram, Faulhaber e Shulte, nonché i vescovi von Galen e von Preysing, si recarono a Roma su invito del papa per discutere la questione. L'incontro era stato organizzato in vista della preparazione dell'enciclica "anche se il cardinal Bertram, a confermare ancora una volta la sua tendenza a mantenere i rapporti con il regime più coperti e riservati, sottraendoli a una troppo vistosa polemica pubblica, non mancò di suggerire di limitarsi all'invio di una lettera del papa a Hitler."
Tuttavia i rappresentanti dell'episcopato tedesco a Roma erano convinti che fosse a rischio la stessa sopravvivenza della Chiesa in Germania. L'enciclica fu scritta tra gennaio e febbraio, prese il nome di Mit brennender Sorge, e fu letta da tutti i pulpiti tedeschi il 21 marzo 1937.

### Politica estera e secondo conflitto mondiale
Se sul fronte interno il cardinal Bertram, come gran parte dell'episcopato tedesco, fu uno strenuo oppositore della politica del regime in ambito ecclesiastico, per quanto riguarda la politica estera non fece mai mancare il suo sostegno alla Germania.
Quando Hitler il 14 ottobre 1933 annunciò l'uscita della Germania dalla Società delle Nazioni, chiese l'approvazione al popolo tramite plebiscito, il cui voto si sarebbe tenuto il 12 marzo. L'episcopato dovette quindi decidere quale posizione assumere. Il Concordato era già stato firmato ma la Chiesa e le organizzazioni cattoliche erano ancora messe a dura prova dalla propaganda e dalle persecuzioni anticristiane. Per questo motivo la Santa Sede si era espressa negativamente su un appoggio dell'episcopato alle politiche naziste. Dello stesso avviso era Bertram, che per evitare scomodi precedenti avrebbe evitato di esprimersi pubblicamente per un evento politico. Tuttavia la speranza che una dichiarazione dal tono patriottico potesse riabilitare la Chiesa agli occhi dei nazisti convinse l'episcopato a redigere una lettera pastorale congiunta.
In occasione del plebiscito per l'annessione della Renania il 29 marzo 1936, i nazisti non fecero pressioni al clero per esortare i cittadini al voto come nell'ottobre 1933, ma l'episcopato si sentì comunque in dovere di agire, sull'onda dell'entusiasmo per l'evento. Bertram fece circolare il 16 marzo l'abbozzo di un proclama, ma le perplessità di alcuni vescovi lo portarono a lasciare a ogni vescovo autonomia sul da farsi. In molti, inclusi vescovi che avevano espresso dubbi, come von Preysing, prima del plebiscito pubblicarono o fecero dichiarazioni di sostegno patriottico alla riannessione.
Il 10 aprile 1938 fu tenuto il plebiscito per l'annessione dell'Austria alla Germania. In vista del plebiscito, il cardinale Innitzer, arcivescovo di Vienna, il 1 aprile chiese a Bertram che l'episcopato tedesco appoggiasse la posizione dell'episcopato austriaco con una dichiarazione priva di polemiche. Bertram si limitò a confermare di aver ricevuto il messaggio; tuttavia sapeva che anche l'episcopato tedesco avrebbe dovuto esporsi per un così importante evento.
Il ministro degli affari ecclesiastici Kerrl aveva ordinato che al termine del discorso di Hitler a Vienna previsto per il 9 aprile venissero suonate tutte le campane delle chiese di Germania e Austria. Già nel 1935 Bertram si era espresso riguardo la questione delle campane ricordando che solo le autorità ecclesiastiche potevano ordinare di suonare le campane. I vescovi però avevano accettato di suonare le campane in occasioni patriottiche ma non per occasioni politiche; la questione quindi era se l'annessione dell'Austria avesse carattere patriottico o politico. Alla fine i vescovi non misero in discussione il carattere patriottico dell'evento e il 3 aprile Bertram ordinò che si rispettassero le richieste di Kerrl.
Quando successivamente la guerra fu scongiurata con la conferenza di Monaco del 29 settembre 1938 e Hitler ottenne la regione ceca dei Sudeti senza colpo ferire il 1 ottobre Bertram scrisse personalmente a Hitler per comunicare che la domenica successiva le campane sarebbero state suonate a festa. Pochi giorni dopo Bertram pubblicò una speciale lettera pastorale per dare il benvenuto ai tedeschi dei Sudeti, rallegrandosi del fatto che il numero dei cattolici del Reich aumentasse. Ricordava infine ai fedeli di rispettare e obbedire alla nuova autorità.
Il 20 aprile 1939 in occasione del compleanno di Hitler, sull'onda dell'entusiasmo per i recenti successi in politica estera, il cardinal Bertram a nome dell'episcopato inviò un telegramma di auguri e inoltre lasciò alla discrezione dei vescovi la decisione di suonare le campane, azione che fu eseguita da molti.
Lo scoppio della seconda guerra mondiale il 1 settembre 1939 aveva fatto sperare all'episcopato un rallentamento della persecuzione. La necessità per la Germania di unità e coesione interna in tempo di guerra avrebbe a loro parere dovuto condurre alla cessazione della propaganda anticattolica e di ogni altro attrito. Tra chi aveva nutrito tale speranza vi era anche Bertram, che però constatò rapidamente che l'atteggiamento del governo era immutato.
Bertram e l'episcopato tedesco, seppur affranti dalla prosecuzione delle persecuzioni anticristiane, non fecero mai mancare il loro sostegno all'impegno bellico tedesco. Ogni vittoria veniva celebrata con il suono delle campane. Tuttavia qualche attrito si venne a creare all'interno dell'episcopato: la lettera che Bertram inviò ad Hitler per il suo compleanno nel 1940 destò molte critiche tra gli alti prelati tedeschi. Nella lettera si benediceva Hitler per il suo operato e si confermava ancora una volta il sostegno dei cattolici alla guerra per la vittoria finale. Se in molti non erano d'accordo sul fatto che si potessero scrivere tali parole in un momento simile, Bertram rimase convinto di aver agito per il meglio, seguendo i suoi criteri di condotta, che rimasero gli stessi per tutta la sua vita e si basavano sull'evitare le tensioni. In questo solco si inserisce anche la sua decisione di bloccare, tra il 1941 e il 1942, l'iniziativa presa da un comitato di vescovi di scrivere un memorandum di denuncia contro i soprusi subiti dalla Chiesa in Germania e delle numerose violazioni dei diritti umani che stavano avvenendo nel paese.
Anche quando la guerra iniziò chiaramente a trasformarsi in una sconfitta per la Germania, il clero tedesco non fece mancare il suo sostegno. Quando i nazisti accusarono l'episcopato di desiderare la disfatta della Germania Bertram rilasciò una smentita al ministro degli affari ecclesiastici nell'ottobre 1943.
La fondamentale lealtà verso lo Stato da parte di Bertram si manifestò anche nell'ultimo atto della guerra quando ordinò una messa da requiem per Hitler, dopo il suo suicidio, nel maggio 1945.

### Il conflitto per la politica eugenetica dei nazisti
Ancor prima di prendere il potere i nazisti non avevano nascosto l'importanza che aveva per loro la creazione di una razza pura e sana attraverso un'oculata politica eugenetica. Il primo ambito di scontro fu la Legge per la prevenzione della nascita di prole con malattie ereditarie che sarebbe dovuta entrare in vigore nel gennaio del 1934. L'argomento fu discusso alla conferenza episcopale di Fulda dell'agosto 1933. Il 12 settembre Bertram a nome dell'episcopato protestò presso il ministro degli interni affermando che la Chiesa, pur attenta a non entrare in contrasto con lo Stato, non poteva però tacere su tale legge. Un mese più tardi Bertram informò l'episcopato che le trattative con il governo erano state avviate. Nel mese di novembre le trattative avevano portato il governo a fare alcune concessioni sulla possibilità dei cattolici di astenersi da tale pratica. Inoltre i funzionari governativi avevano dato la possibilità di informare i fedeli sulla posizione della Chiesa sulla sterilizzazione. Bertram allora si preparò a redigere una lettera in cui spiegava il carattere deplorevole della sterilizzazione. Tale progetto di lettera fu abbandonato per l'intervento di Von Papen il quale spiegò che tale mossa avrebbe portato a un irrigidimento delle posizioni del regime.
Quando il 5 dicembre 1933 fu pubblicato il regolamento della legge sulla sterilizzazione, questo conteneva due concessioni importanti per i cattolici: si dava ai soggetti della legge la possibilità di essere ricoverati in strutture specializzate in alternativa alla sterilizzazione e la possibilità ai medici di astenersi dall'esercizio di tale pratica. Nessun cenno veniva fatto riguardo ai medici di istituti statali o ai giudici che avrebbero dovuto applicare la legge. La Chiesa si trovò quindi ad affrontare la scomoda questione del conflitto di coscienza in cui si ritrovavano i funzionari statali cattolici divisi tra l'obbedienza allo Stato e ai dettami della dottrina cattolica. Bertram rimase fermo sulle proprie posizioni affermando che chi si rendeva complice di tale processo, anche solo presentando una domanda di sterilizzazione, compiva un'azione peccaminosa. Nel gennaio del 1934, fu comunicato ai fedeli che secondo la dottrina cattolica la pratica della sterilizzazione era proibita. Questa presa di posizione, insieme ad altre, irritò profondamente i nazisti. Ben presto però Bertram e la Chiesa si rassegnarono al fatto che la maggior parte dei funzionari cattolici applicavano la legge sulla sterilizzazione.
Il 1 settembre 1939 Hitler ordinò la soppressione di tutti i malati inguaribili. Il programma di eutanasia fu realizzato con la massima segretezza, ma ben presto alcune notizie trapelarono. L'11 agosto 1940 il cardinale Bertram, in nome dell'episcopato, presentò una protesta al capo della cancelleria del Reich. Questa e altre proteste da parte dell'episcopato, soprattutto quella pubblica di von Galen insieme allo sdegno generale che il programma di eutanasia aveva suscitato in tutta la Germania e anche in alcuni funzionari del partito, portarono alla cessazione del programma per ordine diretto di Hitler il 3 agosto 1941.

### La questione ebraica
Il 31 marzo 1933 Bertram venne chiamato a prendere posizione, a nome dell'episcopato, circa le persecuzioni antiebraiche messe in atto nella Germania nazista. Nello stesso giorno scrisse agli altri arcivescovi tedeschi per conoscerne il parere, dichiarandosi contrario a ogni intervento episcopale poiché la questione era lontana dagli interessi cattolici. In effetti, se da una parte Bertram non si poteva aspettare la piega che la persecuzione antisemita avrebbe preso, temeva anche che la persecuzione si estendesse alla Chiesa in Germania.
Nel settembre 1933 Bertram chiese l'intervento della Santa Sede in difesa degli ebrei convertiti al cattolicesimo i quali erano vittima della feroce campagna di licenziamenti causata dalla loro origine non ariana. Fu utilizzata a tale scopo l'"Unione di San Raffaele" gestita dal vescovo Berning.
Il 1ºsettembre 1941 viene emanato il decreto che obbligava gli ebrei sopra i 6 anni di età a mostrarsi in pubblico solo portando addosso la stella di David; inoltre era loro negato cambiare abitazione senza prima averlo comunicato alle autorità. Il decreto interessava sia gli ebrei non convertiti che quelli battezzati. Gli ebrei convertiti chiesero, in molte città, di potersi astenere da tale obbligo quando si recavano alle funzioni religiose. I vescovi erano favorevoli a tale richiesta e il 17 settembre il cardinale Bertram affrontò il problema con una lettera all'episcopato. Bertram consigliava di "evitare misure precipitose che avrebbero potuto ferire i cattolici di origine ebraica […] la segregazione dei cattolici non ariani avrebbe costituito una violazione di principi cristiani e quindi la si doveva evitare fino a quando questo fosse possibile. Bertram consigliava, però, ai sacerdoti di suggerire agli ebrei convertiti di assistere alle prime messe della mattina. Un monito ai fedeli di esercitare l'amore fraterno nei riguardi dei non ariani avrebbe dovuto essere rimandato fino a quando si fosse realmente verificato qualche incidente. Se si fosse reso necessario, Bertram consigliava di citare il monito di San Paolo ai Romani e ai Galati di non dimenticare che tra coloro che credono in Cristo non vi è né giudeo né greco, perché tutti sono uno in Gesù Cristo.".
In altre occasioni Bertram difese i cattolici non ariani, dei quali la Chiesa si sentiva responsabile. Nel 1936 consigliò di fornire al ministero degli affari ecclesiastici i dati statistici sul numero degli ebrei convertiti al cattolicesimo tra il 1900 e il 1935, ma negò successivamente al ministero di consultare gli archivi diocesani sulle conversioni e i matrimoni misti per motivi di discrezione pastorale. Con la stessa motivazione nel 1938 rifiutò di aprire gli archivi diocesani ai funzionari di un nuovo istituto statale per lo studio della questione ebraica.
Tuttavia prima dello scoppio della guerra mondiale e l'avvio della soluzione finale la Chiesa tedesca si impegnò solamente per i cattolici non ariani e solo di rado si schierò in difesa degli ebrei. Con l'inizio della seconda guerra mondiale si andò verso un progressivo peggioramento delle condizioni degli ebrei tedeschi, quindi la questione di un intervento pubblico in loro difesa fu posta all'episcopato dagli ambienti cattolici. Tuttavia, pur con esitazioni e dubbi prevalse l'esigenza di tutelare i propri fedeli e di continuare l'azione pastorale della Chiesa. Così nel 1941 Bertram rispose negativamente al cardinal Faulhaber che gli aveva suggerito un possibile intervento collettivo nei confronti degli ebrei in generale e di quelli cattolici in particolare.
Differente fu l'approccio alla questione dei mischlinge, mezzi ebrei o per un quarto ebrei, e degli ebrei sposati con cattolici. Queste due classi fino al 1942 non erano sottoposte alla legge della stella e alla deportazione; tuttavia, una conferenza del marzo 1942 propose l'annullamento dei matrimoni misti e la deportazione del coniuge ebreo. I vescovi, informati su ciò che stava per accadere, reagirono collettivamente. Bertram l'11 novembre 1942 scrisse ai ministri della Giustizia, degli Interni e degli Affari Ecclesiastici protestando contro il progetto di legge sul divorzio obbligatorio. Nella parte iniziale della lettera si confermava la fedeltà alla nazione e la consapevolezza della gravità della questione ebraica ma successivamente si chiedeva dignità per tutti gli esseri umani focalizzandosi poi sui diritti dei cattolici: "Tra le persone che sarebbero state colpite dal progettato provvedimento vi erano molte migliaia di cattolici, i cui matrimoni, secondo la dottrina cattolica, erano indissolubili. Il rispetto dei diritti religiosi dei cattolici era una premessa indispensabile per la collaborazione pacifica tra la Chiesa e lo Stato, collaborazione che non era mai stata più necessaria che in questo momento." Come conclusione si chiedeva che il governo abbandonasse tale progetto di legge.
Durante la guerra Bertram inviò molte lettere al Reichssicherheitshauptamt (RSHA), il quartier generale di Himmler, protestando contro le condizioni in cui versavano gli ebrei convertiti durante le deportazioni e nel loro soggiorno nei campi di lavoro. Bertram era ben consapevole di cosa succedesse ad est e quando scriveva, il 9 agosto 1943, delle forme spaventose assunte dalla guerra pensava anche allo sterminio degli ebrei, considerandolo però solo una delle tragedie del conflitto.

## Genealogia episcopale e successione apostolica
La genealogia episcopale è:
- Cardinale Scipione Rebiba
- Cardinale Giulio Antonio Santori
- Cardinale Girolamo Bernerio, O.P.
- Arcivescovo Galeazzo Sanvitale
- Cardinale Ludovico Ludovisi
- Cardinale Luigi Caetani
- Cardinale Ulderico Carpegna
- Cardinale Paluzzo Paluzzi Altieri degli Albertoni
- Papa Benedetto XIII
- Papa Benedetto XIV
- Papa Clemente XIII
- Cardinale Giovanni Carlo Boschi
- Cardinale Bartolomeo Pacca
- Cardinale Francesco Serra Cassano
- Arcivescovo Joseph Maria Johann Nepomuk von Fraunberg
- Cardinale Johannes von Geissel
- Vescovo Eduard Jakob Wedekin
- Cardinale Paul Ludolf Melchers, S.I.
- Vescovo Johannes Heinrich Beckmann
- Vescovo Daniele Wilhelm Sommerwerk
- Cardinale Georg von Kopp
- Cardinale Adolf Bertram

La successione apostolica è:
- Arcivescovo Hermann Wilhelm Berning (1914)
- Vescovo Franz Löbmann (1915)
- Vescovo Joseph Ernst (1915)
- Vescovo Valentin Wojciech (1920)
- Vescovo Joseph Deitmer (1923)
- Arcivescovo Joseph Godehard Machens (1934)
- Vescovo Joseph Ferche (1940)